# Деметрий Хронограф
Деметрий Хронограф (Деметрий Иудей; Δημήτριος; в русской литературе также Димитрий) — еврейский историк и экзегет эпохи эллинизма. По мнению большинства исследователей, жил в Александрии в конце III века до н. э. и писал по-гречески. Прозвище Хронограф добавлено к его имени в XIX веке немецким историком и богословом Якобом Фрейденталем.
Главное сочинение Деметрия, «О царях, правивших в Иудее» (др.-греч. Περ τῶν ἐν τῇ ᾿Ιουδαίᾳ βασιλέων), сохранилось в кратких отрывках-фрагментах. Оно было посвящено вычислению времени жизни праотцев (возможно, начиная с Адама), патриархов и правителей Израиля и Иудеи. Вслед за Климентом Александрийским Евсевий Кесарийский в своей «Церковной истории» упоминает в ряду иудейских писателей, доказывавших древность иудейского народа и его установлений.
Деметрий может быть поставлен в один ряд с другими эллинистическими иудейскими писателями: эгзегетами, философами и историками (Артапаном Александрийским (II век до н. э.), Аристобулом Александрийским (около 160 до н. э.), Евполемом (II век до н. э.), Псевдо-Аристеем (около 100 до н. э.), Филоном Александрийским (около 25 до н. э. — после 41 н. э.), Иосифом Флавием (около 37 — около 100) и Иустом Тивериадским (I век н. э.).
При этом, Деметрия как историка иногда путают с политиком, писателем, историком и философом Деметрием Фалерским. Это одновременно хронологическая и историографическая ошибка. Экзегет Деметрий упоминает царя «Птолемея IV» (скорее всего Птолемея IV Филопатора, 222—204 до н. э.). Следовательно, философ Деметрий (350 — 283 до н. э.), живший несколькими поколениями ранее, не мог писать о времени его правления. К тому же и иудейская тематика вовсе не находилась в поле зрения Деметрия Фалерского, этого могущественного правителя эллинистических Афин и плодовитого писателя (см. у Диогена Лаэртия (V 75—85) список его 45 сочинений).

## Сохранившиеся фрагменты
До нас дошли 6 фрагментов (отрывков) сочинения Деметрия Хронографа. Они связаны с повествованиями книг Бытие и Исход.
Пять фрагментов сохранились у Евсевия Кесарийского в сочинении «Приготовлени к Евангелию» (книга 10-я), в виде цитат из сочинения Александра Полигистора «Об иудеях»:
- Фрагмент 1 содержит краткий рассказ о жертвоприношении Авраамом Исаака (Быт 22).[3]
- Фрагмент 2, самый длинный, содержит рассказ о жизни патриархов Иакова и Иосифа.[4] Содержание фрагмента:
  - бегство Иакова к Лавану
  - вычисления возраста Исаака и Иакова
  - женитьба Иакова на Лии и Рахили
  - перечисление детей Иакова, включая Дину
  - подсчет числа лет пребывания Иакова в Харране, рассказ о перемене имени и о борьбе Иакова с ангелом Божиим
  - вычисление возраста детей Иакова, когда он пришел в Сихем
  - вычисление возраста патриархов, когда была обесчещена Дина
  - видение в Вефиле
  - рождение Вениамина
  - возвращение Иакова к Исааку
  - возраст патриархов
  - обстоятельства жизни Иосифа
  - вычисление числа лет пребывания в Ханаане
  - возраст патриархов при переходе в Египет
  - подведение итогов хронологических вычислений
  - генеалогия колена Левиина до Аарона и Моисея с указанием возраста и дат рождения детей.
- Фрагмент 3[5] содержит рассказы:
  - убийство египтянина Моисеем
  - брак Моисея и Сепфоры
  - вопрос происхождения Сепфоры («жена-эфиоплянка» как в Числ 12. 1 или она происходила от Авраама и Хеттуры)[6]
- Фрагмент 4[7] содержит рассказ о чуде при водах Мерры (Исх 15. 22-27).
- Фрагмент 5[8] содержит рассуждение о том, откуда у евреев появилось оружие при исходе из Египта, если они собирались лишь помолиться (Исх 13. 18; 17. 8-13). Деметрий высказывает предположение, что евреи забрали оружие бежавших египтян.

Шестой фрагмент сохранился у Климента Александрийского в «Строматах» (I 21. 141. 1-2). Пересказывает основные хронологические расчеты Деметрия:
- от пленения Самарии (722 г. до н. э.) до взятия Иерусалима (586 г. до н. э.) (по Деметрию, 128 лет и 6 месяцев)
- от падения Самарии до правления Птолемея IV (573 года и 9 месяцев)
- от падения Иерусалима до правления Птолемея (338 лет и 3 месяца).

По Клименту (Строматы. Кн. I. Гл. XXI. 141. 1-3): «1) Деметрий в своей „Истории иудейских царей“ говорит, что колена Иудино, Вениаминово и Левино не были уведены Сеннахеримом в плен и что с этого плена до последнего, наложенного на жителей Иерусалима Навуходоносором, прошло 128 лет и 6 месяцев; (2) что от года, в который десять племен израильских были уведены в плен из Самарии, до царствования Птолемея IV прошло 573 года и 9 месяцев, а со времени, когда они уведены были в плен из Иерусалима, — 338 лет и 3 месяца. (3) Сведения, которые приводит Филон относительно хронологии истории царей иудейских, не согласуются с Деметрием».

## Место в современной Деметрию литературе
Деметрий является первым известным нам небиблейским еврейским автором, писавшим по-гречески под влиянием эллинистической историографии.
В эллинистической историографии сочинение Деметрия может быть сопоставлено с трудами таких авторов, как Эратосфен Киренский (275—194 года до н. э.), Манефон (около 280 года до н. э.) и Берос (около 290 года до н. э.), но, в отличие от этих авторов, Деметрий не связывает еврейскую и греческую хронологии.
В апокрифической литературе интерес к хронологическим вычислениям встречается в книге Юбилеев и в кумранском «Апокрифе книги Бытия».

## Значение труда
Сочинение Деметрия является первым свидетельством бытования переводов еврейской Библии на греческий язык и позволяет уточнить время появления Септуагинты.
Зависимость использованного Деметрием перевода от Септуагинты заключается в:
- схожей передаче еврейских имён (только 12 из 44 отличаются от LXX);
- наличии одинаковых дат (например, Исх. 12:40 Септуагинта указывает, что 430 лет патриархи пребывали в Египте и в Ханаане, еврейский масоретский текст упоминает только Египет);
- соответствии генеалогий (например, генеалогия Сепфоры, как и в Септуагинте, включает имя Рагуила);
- в буквальных лексических совпадениях (например, цитаты из Быт 30:14-16 и 32:23-33).

Единственное совпадение с редакцией, близкой к масоретской, — указание возраста Каафа в Исх 6:18 (133 года у Деметрия и в еврейском тексте, 130 лет в Септуагинте).
В отдельных случаях сведения Деметрия не совпадают ни с еврейским текстом, ни с Септуагинтой (возраст Амрама — 136 лет у Деметрия, 137 лет в масоретском тексте, 132 года в Септуагинте).

## Литературная форма
В истории толкований библейских текстов сочинение Деметрия — первый пример использования метода толкования ἀπορίαι κα λύσεις («вопросы и ответы»). Греческие авторы использовали этот метод в применении к текстам Гомера и Гесиода. В отношении библейских текстов метод получил развитие в трудах Филона Александрийского.